# Jarandersonia
Jarandersonia es un género de plantas con flores con seis especies perteneciente a la familia Malvaceae. Fue descrito por André Joseph Guillaume Henri Kostermans y publicado en Reinwardtia 5: 319, en 1960. La especie tipo es Jarandersonia paludosa Kosterm.

## Especies
| - Jarandersonia clemensiae - Jarandersonia paludosa - Jarandersonia parvifolia | - Jarandersonia purseglovei - Jarandersonia rinoreoides - Jarandersonia spinulosa |